# Хуан Цзицин
Хуа́н Цзици́н (кит. упр. 黄汲清, пиньинь Huáng Jíqīng; англ. Huang Jiqing, также Huang Degan; 1904—1995) — китайский ученый, геолог-тектонист, специалист в области стратиграфии и нефтяной геологии.

## Биография
Родился 30 марта 1904 года в уезде Жэньшоу китайской провинции Сычуань в семье интеллинентов.
В 1924 году поступил на геологический факультет Пекинского университета, по окончании которого в 1928 году, стал сотрудником Национальной геологической службы Китая. По рекомендации основателя китайской геологии и нефтяной промышленности Венг Венхао в 1933 году Хуан Цзицин был направлен на стажировку в университет Невшателя, где работал под руководством Э. Аргана. В 1935 году защитил по результатам региональных геологических исследований в Швейцарии докторскую диссертацию «Ḗtude gḗologique de la rḗgion Weissmies-Portjengrat».
В 1936 году он вернулся в Китай и был назначен главным геологом Национальной геологической службы, став одним из пионеров современной геологии в Китае. В 1939 году Хуан Цзицин открыл первое в Китае месторождение природного газа Шенгденг Шан в провинции Сычуань, а в 1942–1943 годах с группой геологов провел съемку в районе Синджианг, целью которой была предварительная разведка нефти. В 1950 году, когда было создано Министерство геологии Китая, одним из подразделений которого стала Комиссия национальной Службы минеральных ресурсов, Хуан Цзицин стал одним из ее постоянных членов. В 1956 году из этой службы выделили новое Управление нефтяной геологии, где китайский учёный стал главным инженером. С 1960 по 1965 год он был редактором серии геологических карт страны: 49 геологических, 48 карт минеральных ресурсов, 29 тектонических и 28 металлогенических, которые стали основой для развития геологии и поиска месторождений полезных ископаемых в Китае. С 1942 года Хуан Цзицин работал преподавателем в Пекинском университете, профессор с 1946 года.
На заседании Академии наук СССР 4 ноября 1988 года был заслушан доклада Б. С. Соколова о научных заслугах китайского геолога. 27 декабря 1988 года на общем собрании академии Хуан Цзицин был избран иностранным членом Академии наук СССР по Отделению геологии, геофизики, геохимии и горных наук (геология, тектоника).
Умер в Пекине 22 марта 1995 года.

## Заслуги
- В 1982 году Государственная научно-техническая комиссия Китая наградила учёного Национальной премией 1-й степени (как первооткрывателю нефтяного месторождения «Дацинг»).
- За тектонические исследования был награжден в этом же году Национальной премией Китая 2-й степени.
- Хуан Цзицин был избран членом Китайской академии на Тайване (1948) и Китайской академии наук (1955).
- В 1985 году был избран почетным членом Геологического общества Америки.
- Почетный доктор Высшей технической школы Цюриха с 1980 года.